# Валчика (Јаши)
Валчика (рум. Vâlcica) насеље је у Румунији у округу Јаши у општини Татаруши. Oпштина се налази на надморској висини од 282 m.

## Становништво
Према подацима из 2002. године у насељу је живело 395 становника, од којих су сви румунске националности.